# Psychoda triaciculata
Psychoda triaciculata és una espècie d'insecte dípter pertanyent a la família dels psicòdids.

## Descripció
- Antenes amb 16 artells.
- La placa subgenital de la femella es va reduint ràpidament i progressiva des de la base fins als lòbuls distals.[5]

## Distribució geogràfica
Es troba a Nova Zelanda: les illes Auckland.